# Ferno
Ferno is een gemeente in de Italiaanse provincie Varese (regio Lombardije) en telt 6701 inwoners (31-12-2004). De oppervlakte bedraagt 8,5 km², de bevolkingsdichtheid is 796 inwoners per km².
De volgende frazioni maken deel uit van de gemeente: San Macario.

## Demografie
Ferno telt ongeveer 2502 huishoudens. Het aantal inwoners steeg in de periode 1991-2001 met 3,7% volgens cijfers uit de tienjaarlijkse volkstellingen van ISTAT.
| Jaar | Inwoneraantal |
| ---- | ------------- |
| 1991 | 6134          |
| 2001 | 6364          |

## Geografie
De gemeente ligt op ongeveer 211 m boven zeeniveau.
Ferno grenst aan de volgende gemeenten: Lonate Pozzolo, Samarate, Somma Lombardo, Vizzola Ticino.